# Клубничное мороженое

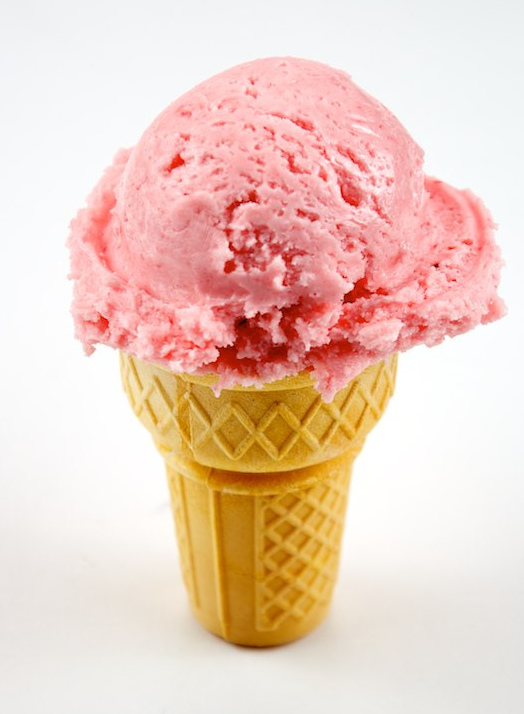
Клубничное мороженое в рожке

Клубничное — мороженое, приготовленное из клубники или клубничного ароматизатора. Его готовят путём смешивания свежей клубники или клубничного ароматизатора с яйцами, сливками, ванилью и сахаром, используемыми для приготовления мороженого. Большинство клубничных мороженых окрашено в розовый или светло-красный цвет. Клубничное мороженое восходит как минимум к 1813 году, когда его подавали на второй инаугурации Джеймса Мэдисона. Наряду с ванильным и шоколадным морожеными, клубника является одним из трёх вкусов неаполитанского мороженого. Вариации клубничного мороженого включают клубничный чизкейк, мороженое и клубничное мороженое, которое представляет собой ванильное мороженое с лентой клубничного джема или сиропа. Некоторые мороженые-сэндвичи готовятся в неаполитанском стиле и включают клубничное мороженое. Согласно опросу среди взрослых американцев с 13 по 18 июля 2022 года, 43 процента респондентов заявили, что им нравится клубничное мороженое, а 6 процентов заявили, что клубничное мороженое является их любимым вкусом мороженого. Национальный день клубничного мороженого отмечается каждый год 15 января.

## История

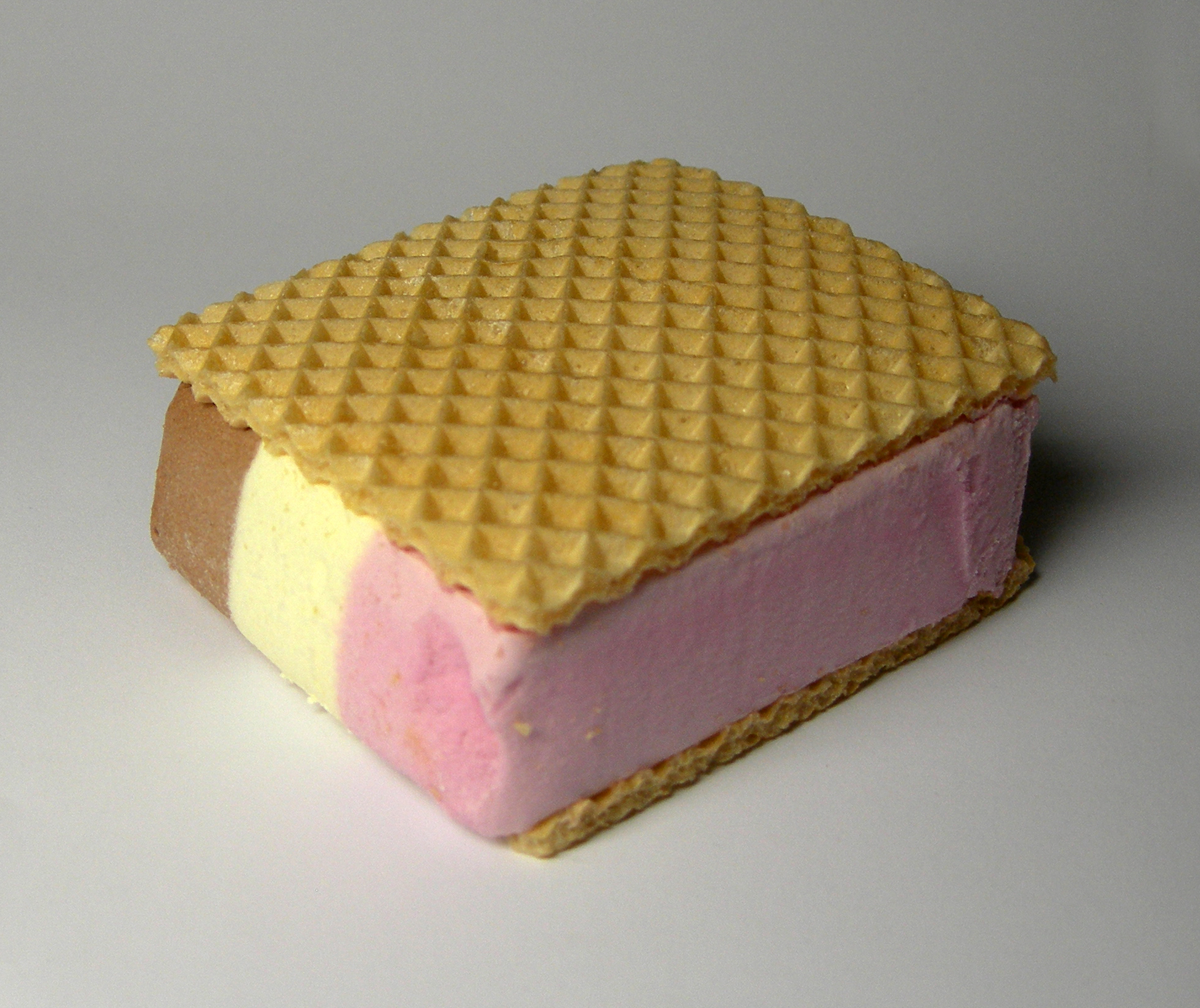
Неаполитанское мороженое-сэндвич

Самое раннее упоминание о клубничном мороженом относится к 1744 году, когда Томас Блейден, губернатор штата Мэриленд, подал комиссарам десерт из замороженной клубники и мороженого. На момент своего создания клубничный был одним из самых ранних вкусов мороженого.
Клубничное мороженое упомянуто легендами, когда в начале XIX века ягоды были использованы для ароматизации и окраски уникальной пустыни, созданной Салли Шадд (Sallie Shadd), освобождённой рабыней, чья семья держала чайную комнату в Уилмингтоне, штат Делавэр.
В 1812 году Долли Мэдисон (Dolley Madison) подала великолепное творение клубничного мороженого во время инаугурационного банкета президента Джеймса Мэдисона (James Madison) в Белом доме в Вашингтоне, округ Колумбия.
В 1813 году жена и первая леди Джеймса Мэдисона, Долли Мэдисон, создала клубничное мороженое для второго инаугурационного банкета в Белом доме. С тех пор оно было признано 8-м по популярности мороженым в Америке. Это один из вкусов в неаполитанском мороженом. Праздник клубничного мороженого отмечается 15 января. Клубничное также считается любимым мороженым мистера Джексона (Mr. Jackson).
С 1856 по 1859 год Мэри Тодд Линкольн (Mary Todd Lincoln), жена Авраама Линкольна (Abraham Lincoln), была известна тем, что часто устраивала клубничные вечеринки в Спрингфилде, штат Иллинойс, в честь ягодного сезона. Эти вечеринки включали в себя множество угощений, таких как клубничное мороженое, и проводились до того, как её муж, Авраам Линкольн, стал президентом.
В XX веке клубничное мороженое начало продаваться в магазинах. Первым магазином, в котором продаётся клубничное мороженое, стал Baskin Robbins.